# Heinz Grotzfeld
Heinz Hugo Grotzfeld (* 12. Dezember 1933 in Quierschied; † 28. Januar 2020) war ein deutscher Arabist. Er wirkte ab 1975 als Professor für semitische Philologie und Islamwissenschaft an der Universität Münster.
Heinz Grotzfeld, Sohn von Ida Grotzfeld, geborene Woll, und des Steigers  Hugo Grotzfeld, studierte Arabistik und Islamwissenschaft. Nach der Promotion zum Dr. phil. am 25. Juli 1961 in Münster und der Habilitation an der Universität Münster 1968 war er ab 1968 Professor in Stockholm, 1974 Gastprofessor an der Amerikanischen Universität in Beirut und ab 1975 Professor in Münster 1975. 1973 war er zum Offizier des schwedischen Nordstern-Ordens ernannt worden.
Er war katholisch, verheiratet mit Sophia Grotzfeld, geborene Schwab, und hatte einen Sohn (Robert).

## Schriften (Auswahl)
- Laut- und Formenlehre des Damaszenisch-Arabischen. Wiesbaden 1964, OCLC 214992360.
- Syrisch-arabische Grammatik. (Dialekt von Damaskus). Wiesbaden 1965, OCLC 906325563.
- Das Bad im arabisch-islamischen Mittelalter. Eine kulturgeschichtliche Studie. Wiesbaden 1970, OCLC 1123316446.
- mit Sophia Grotzfeld: Die Erzählungen aus „Tausendundeiner Nacht“. Darmstadt 1984, ISBN 3-534-08427-6.